# Eastwind Glacier
Eastwind Glacier är en glaciär i Antarktis. Den ligger i Östantarktis. Nya Zeeland gör anspråk på området. Eastwind Glacier ligger 589 meter över havet.
Terrängen runt Eastwind Glacier är kuperad åt sydväst, men åt nordost är den bergig. Trakten är obefolkad. Det finns inga samhällen i närheten. 